# Драфт ВНБА 2025 года
Драфт ВНБА 2025 года прошёл 14 апреля, в понедельник, в Нью-Йорке, самом крупном городе США, в художественном центре Шед, находящемся в районе Хадсон-Ярдс, на западе боро Манхэттен. К участию в драфте были допущены игроки после окончания колледжа и игроки-иностранцы. Лотерея драфта прошла 17 ноября 2024 года, по результатам которой право выбора под первым номером получил клуб «Даллас Уингз», который и был использован последним на 23-летнюю Пейдж Бекерс, защитника Коннектикутского университета. Первый раунд драфта транслировался на спортивном канале ESPN2 (в формате HD) в семь часов вечера по Североамериканскому восточному времени (EDT), а его второй и третий раунды были показаны на кабельном канале ESPNU на час позднее. Драфт ВНБА в пятый раз транслировался в Канаде, он был показан на телевизионных каналах TSN1/3/4/5 и SN360/SNP.
В сезоне 2025 года приняло участие 13 команд, на одну больше, чем в прошлом, потому что в межсезонье ассоциацию пополнил клуб «Голден Стэйт Валкириз». В результате увеличения количества команд ВНБА состоялся так называемый драфт расширения, который прошёл 6 декабря 2024 года.
Всего же на этом драфте было выбрано 38 баскетболисток, из которых 30 из США, две из Франции (Доминик Малонга и Аджа Кан) и по одной из Литвы (Юсте Йоците), Австралии (Джорджия Эймур), Словении (Айша Сивка), Канады (Ивонн Иджим), России (Анастасия Косу) и Мали (Аиша Кулибали).

## Легенда к драфту
|  | Выделены игроки, выбранные в Баскетбольный зал славы                      |
|  | Выделены участники Матча всех звёзд ВНБА и игроки сборной всех звёзд ВНБА |
|  | Выделены участники Матча всех звёзд ВНБА                                  |
|  | Выделены игроки сборной всех звёзд ВНБА                                   |
|  | Выделены игроки, не игравшие в ВНБА                                       |

## Лотерея драфта
Лотерея драфта была проведена 17 ноября 2024 года, чтобы определить порядок выбора первой четвёрки клубов предстоящего драфта, в студии развлечений НБА в городе Бристоле (штат Коннектикут), которая транслировалась на спортивном кабельном канале ESPN перед началом встречи регулярного сезона NCAA, в котором встречались клубы «ТКУ Хорнд Фрогз» и «Северная Каролина Стэйт Вульфпэк». Клуб «Даллас Уингз» выиграл в ней право выбирать первым, в то время как команды «Лос-Анджелес Спаркс» и «Чикаго Скай» были удостоены второго и третьего выбора соответственно. Оставшиеся же выборы первого раунда и все выборы второго и третьего раундов осуществлялись командами в обратном порядке их итогового положения в регулярном чемпионате прошлого сезона.
В этой таблице показаны шансы четырёх худших команд прошлого сезона, не попавших в турнир плей-офф, которые боролись за шанс получить первый номер выбора на лотерее предстоящего драфта, округлённые до трёх знаков после запятой:
| Худшие команды прошлого сезона                                                             | Баланс побед и поражений четырёх худших команд прошлого сезона (двух последних сезонов) | Шансы на выигрыш первого номера драфта | Номер выбора на драфте | Номер выбора на драфте | Номер выбора на драфте | Номер выбора на драфте |
| Худшие команды прошлого сезона                                                             | Баланс побед и поражений четырёх худших команд прошлого сезона (двух последних сезонов) | Шансы на выигрыш первого номера драфта | 1-й                    | 2-й                    | 3-й                    | 4-й                    |
| ------------------------------------------------------------------------------------------ | --------------------------------------------------------------------------------------- | -------------------------------------- | ---------------------- | ---------------------- | ---------------------- | ---------------------- |
| Лос-Анджелес Спаркс                                                                        | 8—32 (25—55)                                                                            | 442                                    | 0,442                  | 0,316                  | 0,181                  | 0,062                  |
| Даллас Уингз                                                                               | 9—31 (31—49)                                                                            | 227                                    | 0,227                  | 0,270                  | 0,294                  | 0,210                  |
| Чикаго Скай                                                                                | 13—27 (31—49)                                                                           | 227                                    | 0,227                  | 0,270                  | 0,294                  | 0,210                  |
| Вашингтон Мистикс                                                                          | 14—26 (33—47)                                                                           | 104                                    | 0,104                  | 0,145                  | 0,232                  | 0,520                  |
| Примечание: Закрашенные сегменты таблицы обозначают фактические результаты лотереи драфта. |                                                                                         |                                        |                        |                        |                        |                        |

## Драфт расширения
5 октября 2023 года была официально объявлена команда расширения, которая планировала начать играть в 2025 году, став первым новым клубом женской НБА со времён команды «Атланта Дрим» в 2008 году, а 14 мая 2024 года были представлены название и логотип новой команды «Голден Стэйт Валкириз». 30 сентября 2024 года ЖНБА объявила, что драфт расширения состоится 6 декабря и будет транслироваться по телевидению на спортивном канале ESPN и объяснила правила драфта.
Каждая существующая команда ВНБА должна была предоставить в офис ассоциации список всех игроков, на которых у неё были контрактные права по состоянию на последний день регулярного сезона 2024 года. Последний срок подачи заявок не был определён, но ожидалось, что он будет примерно за 10 дней до драфта. Каждая из команд также должна была указать не больше шести игроков, которые не будут иметь права на выбор. «Голден Стэйт Валкириз» было разрешено выбрать одного доступного игрока каждой из двенадцати действующих клубов. Только один игрок, имеющий право стать неограниченно свободным агентом в конце сезона 2024 года, мог быть выбран, и этот игрок не мог играть по контракту основного игрока в течение двух или более сезонов. «Голден Стэйт» было разрешено совершать сделки до драфта расширения, включая соглашения о выборе определённого игрока и обмене этого игрока в другую команду или выборе или не выборе доступного игрока из определённой команды.

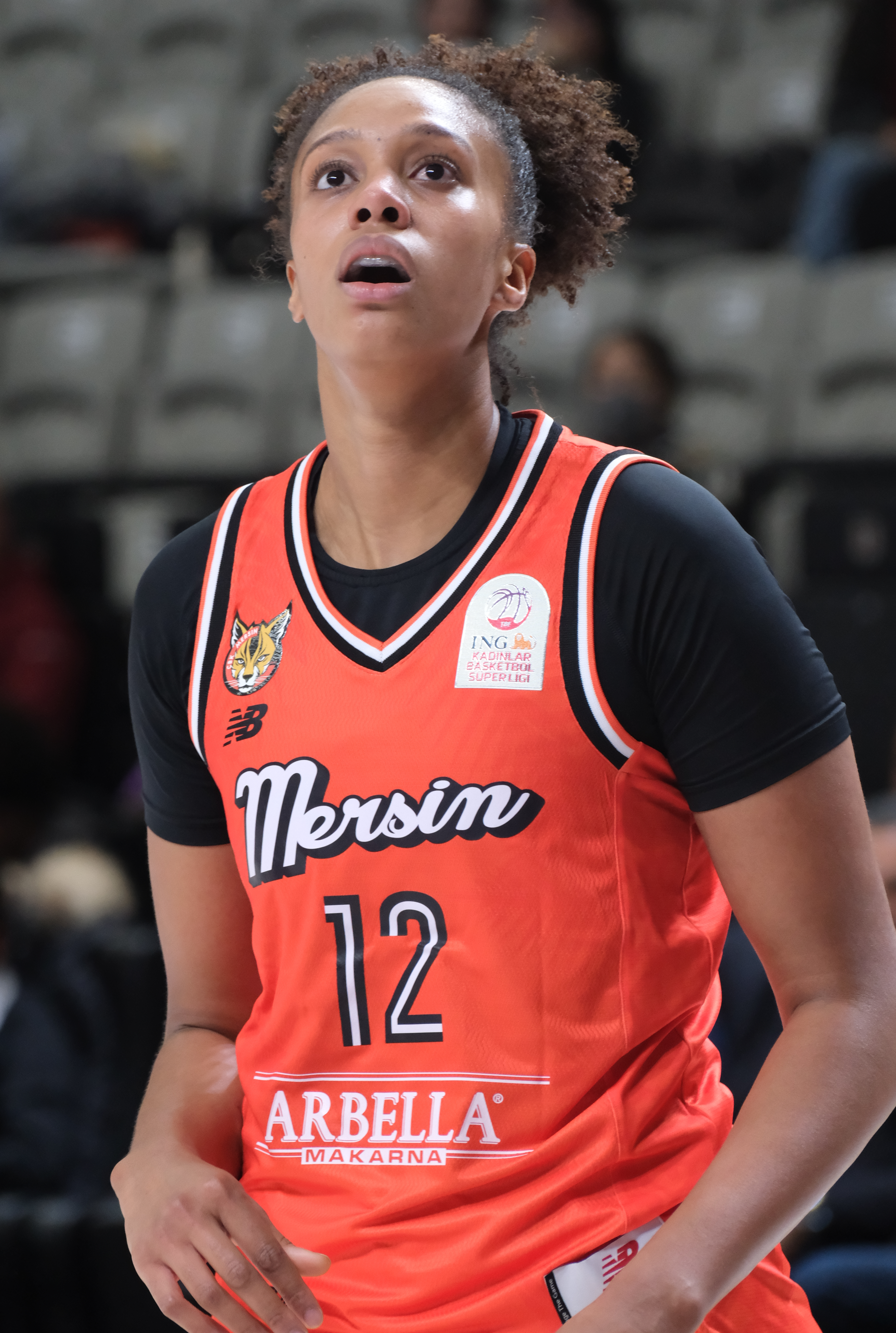
Ильяна Рюпер, 1-й номер драфта расширения

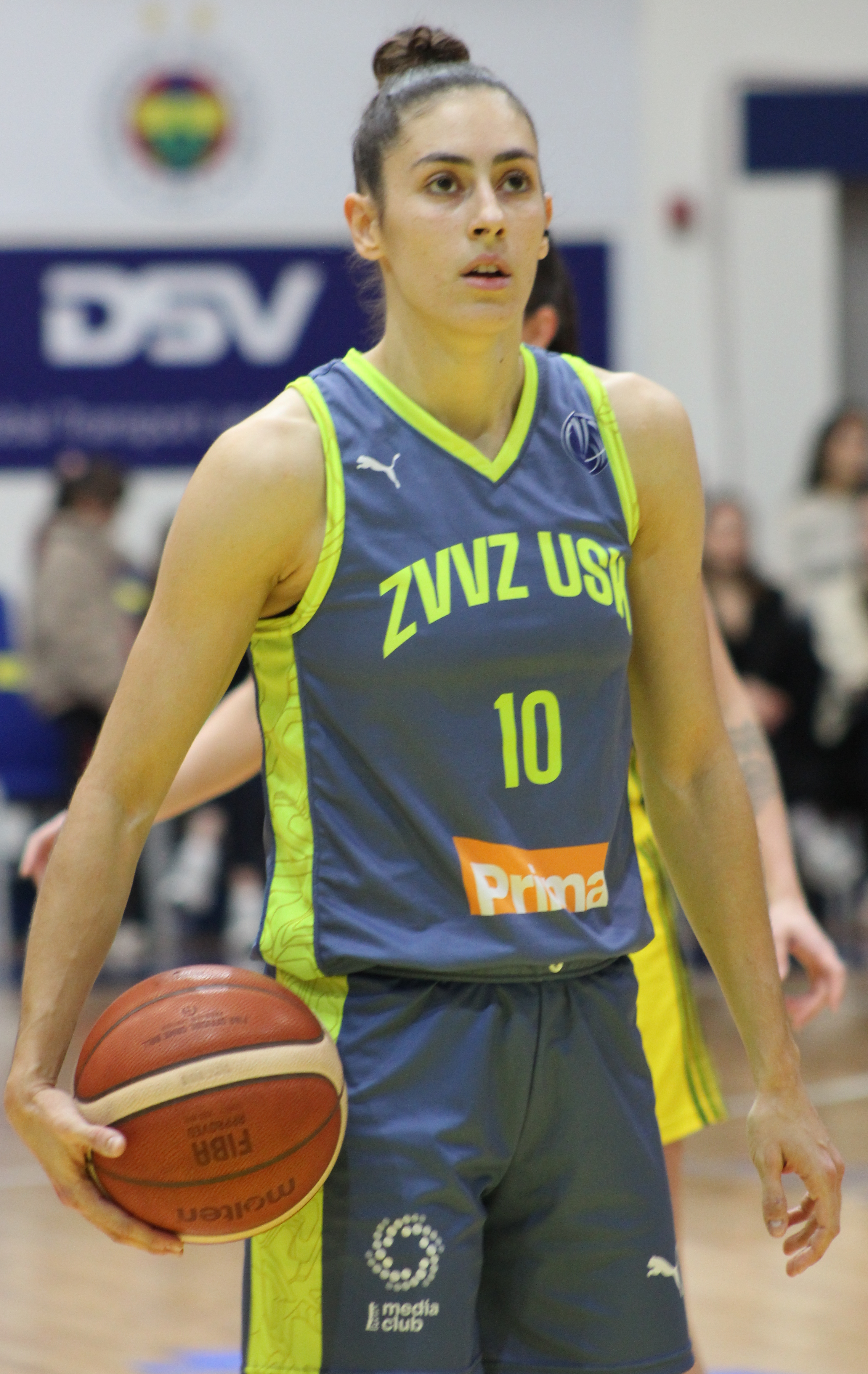
Мария Конде, 2-й номер драфта расширения

| Выбор | Игрок                | Позиция             | Гражданство    | Новая команда         | Бывшая команда      | Университет                                |
| ----- | -------------------- | ------------------- | -------------- | --------------------- | ------------------- | ------------------------------------------ |
| 1     | Ильяна Рюпер         | Центровая           | Франция        | Голден Стэйт Валкириз | Атланта Дрим        | —                                          |
| 2     | Мария Конде          | Форвард             | Испания        | Голден Стэйт Валкириз | Чикаго Скай         | Университет штата Флорида                  |
| 3     | Вероника Бертон      | Защитник            | США            | Голден Стэйт Валкириз | Коннектикут Сан     | Северо-Западный университет                |
| 4     | Карла Лейте          | Защитник            | Франция        | Голден Стэйт Валкириз | Даллас Уингз        | —                                          |
| 5     | Теми Фагбенле        | Форвард / Центровая | Великобритания | Голден Стэйт Валкириз | Индиана Фивер       | Университет Южной Калифорнии               |
| 6     | Кейт Мартин          | Защитник            | США            | Голден Стэйт Валкириз | Лас-Вегас Эйсес     | Университет Айовы                          |
| 7     | Стефани Толбот       | Форвард             | Австралия      | Голден Стэйт Валкириз | Лос-Анджелес Спаркс | —                                          |
| 8     | Чечилия Дзандаласини | Форвард             | Италия         | Голден Стэйт Валкириз | Миннесота Линкс     | —                                          |
| 9     | Кейла Торнтон        | Форвард             | США            | Голден Стэйт Валкириз | Нью-Йорк Либерти    | Техасский университет в Эль-Пасо           |
| 10    | Моник Биллингс       | Защитник            | США            | Голден Стэйт Валкириз | Финикс Меркури      | Калифорнийский университет в Лос-Анджелесе |
| 11    | Нет выбора           | —                   | —              | Голден Стэйт Валкириз | Сиэтл Шторм         | —                                          |
| 12    | Жюли Ванло           | Защитник            | Бельгия        | Голден Стэйт Валкириз | Вашингтон Мистикс   | —                                          |

## Приглашённые игроки
11 апреля 2025 года на официальном сайте ВНБА был опубликован список из шестнадцати игроков, специально приглашённых для участия в этом драфте:
| - Сара Эшли Баркер (Алабама) - Пейдж Бекерс (Коннектикут) - Хейли Ван Лит (ТКУ) - Азайя Джеймс (НК Стэйт) - Кики Ириафен (УСК) - Доминик Малонга (Лион АСВЕЛ) | - Аниса Морроу (ЛСЮ) - Те-Хина Паопао (Южная Каролина) - Санайя Риверс (НК Стэйт) - Серена Санделл (Канзас Стэйт) - Шайэнн Селлерс (Мэриленд) | - Айша Сивка (Тарб Жесп Бигор) - Соня Ситрон (Нотр-Дам) - Мэдисон Скотт (Оле Мисс) - Санайя Фейгин (Южная Каролина) - Джорджия Эймур (Кентукки). |

## Сделки
- 21 января 2023 года клуб «Даллас Уингз» обменял 3-й номер драфта 2023 года и 6-й номер драфта 2025 года на Алишу Грей в клуб «Атланта Дрим»[11].
- 5 февраля 2023 года клуб «Лас-Вегас Эйсес» обменял Аманду Зауи в команду «Вашингтон Мистикс» на 18-й номер драфта 2024 года и право выбора под 16-м номером драфта 2025 года[12].
- 11 февраля 2023 года состоялась четырёхсторонняя сделка между командами «Чикаго Скай», «Нью-Йорк Либерти», «Финикс Меркури» и «Даллас Уингз», в результате которой:
  - «Чикаго Скай» получила Марину Мабри от «Даллас Уингз» и право выбора под 13-м номером драфта 2024 года от «Финикс Меркури».
  - «Нью-Йорк Либерти» получила Леони Фибих от «Чикаго Скай», право выбора под 17-м номером драфта 2024 года от «Чикаго Скай», а также право обменяться выборами в первом раунде драфта 2025 года (7-й на 12-й) с «Финикс Меркури».
  - «Финикс Меркури» получила Микаэлу Оньенвере от «Нью-Йорк Либерти», а также право выбора под 29-м номером драфта 2024 года и право выбора под 15-м номером драфта 2025 года от «Чикаго Скай».
  - «Даллас Уингз» получила Даймонд Дешилдс от «Финикс Меркури», 5-й номер драфта 2023 года и 5-й номер драфта 2024 года от «Чикаго Скай», а также право обменяться выборами в первом раунде драфта 2025 года с тем же «Чикаго Скай»[13].
- 10 апреля 2023 года клуб «Даллас Уингз» приобрёл права на Стефани Суарис, обменяв в команду «Вашингтон Мистикс» 21-й номер драфта 2024 года и право выбора под 6-м номером драфта 2025 года[14].
- 16 мая 2023 года клуб «Коннектикут Сан» обменял Лейю Браун в команду «Атланта Дрим» на право выбора под 36-м номером драфта 2025 года[15].
- 6 февраля 2024 года команда «Чикаго Скай» обменяла Кали Коппер и Морган Бертш в клуб «Финикс Меркури» на Брианну Тёрнер и Микаэлу Оньенвере, 3-й номер драфта 2024 года, право выбора под 15-м номером драфта 2025 года и право выбора в первом раунде драфта 2026 года, а также право обменяться выборами во втором раунде драфта 2026 года[16].
- 19 февраля 2024 года команда «Чикаго Скай» обменяла Жюли Альман и Ли Юэжу, а также право выбора под 28-м номером драфта 2025 года в клуб «Лос-Анджелес Спаркс» на 8-й номер драфта 2024 года[17].
- 14 марта 2024 года клуб «Чикаго Скай» обменял Ребеку Гарднер на 25-й номер драфта 2025 года и право выбора во втором раунде драфта 2026 года в клуб «Нью-Йорк Либерти»[18].
- 14 апреля 2024 года команда «Миннесота Линкс» обменяла Николину Милич и право выбора под 7-м драфта 2024 года в команду «Чикаго Скай» на Сику Коне, 8-й номер драфта и право выбора под 15-м номером драфта 2025 года, а также право обменяться выборами в первом раунде драфта 2026 года[19].
- 4 мая 2024 года клуб «Даллас Уингз» обменял 31-й номер драфта 2025 года на Кристал Дэнджерфилд в клуб «Атланта Дрим»[20].
- 7 мая 2024 года клуб «Коннектикут Сан» обменял Бернадетт Хатар и 23-й номер драфта 2025 года на Куин Эгбо в клуб «Вашингтон Мистикс»[21].
- 11 мая 2024 года клуб «Сиэтл Шторм» обменял 29-й номер драфта 2025 года на Джейд Мельбурн в клуб «Вашингтон Мистикс»[22].
- 17 июля 2024 года клуб «Чикаго Скай» обменял Марину Мабри и 25-й номер драфта 2025 года на Рейчел Бэнем и Морайю Джефферсон и 10-й номер драфта 2025 года в клуб «Коннектикут Сан», а также право обменяться выборами в первом раунде драфта 2026 года[23].
- 20 августа 2024 года клуб «Финикс Меркури» обменял Шуг Саттон и 32-й номер драфта 2025 года на Клару Лундквист в клуб «Вашингтон Мистикс»[24].
- 1 февраля 2025 года состоялась трёхсторонняя сделка между командами «Лас-Вегас Эйсес», «Лос-Анджелес Спаркс» и «Сиэтл Шторм», в результате которой:
  - «Лас-Вегас Эйсес» получила Джуэл Лойд от «Сиэтл Шторм» и право выбора под 13-м номером драфта 2025 года от «Лос-Анджелес Спаркс».
  - «Лос-Анджелес Спаркс» получила Келси Плам и право выбора во втором раунде драфта 2026 года от «Лас-Вегас Эйсес», а также право выбора под 9-м номером драфта 2025 года от «Сиэтл Шторм».
  - «Сиэтл Шторм» получила Ли Юэжу и 2-й номер драфта 2025 года от «Лос-Анджелес Спаркс», а также право выбора в первом раунде драфта 2026 года от «Лас-Вегас Эйсес»[25].
- 2 февраля 2025 года состоялась четырёхсторонняя сделка между командами «Коннектикут Сан», «Даллас Уингз», «Индиана Фивер» и «Финикс Меркури», в результате которой:
  - «Коннектикут Сан» получила Наташу Клауд и Ребекку Аллен от «Финикс Меркури», Джейси Шелдон от «Даллас Уингз», а также 8-й номер драфта 2025 года от «Индиана Фивер»
  - «Даллас Уингз» получила Диджоней Каррингтон и Тайашу Харрис, а также право обменяться выборами во втором раунде драфта 2026 года от «Коннектикут Сан», Налиссу Смит, а также право обменяться выборами в третьем раунде драфта 2027 года от «Индиана Фивер», права на Микию Херберт Харриган, а также 12-й номер драфта 2025 года от «Финикс Меркури».
  - «Индиана Фивер» получила Джейлин Браун от «Даллас Уингз», Софи Каннингем, а также право выбора под 19-м номером драфта 2025 года от «Финикс Меркури».
  - «Финикс Меркури» получила Алиссу Томас от «Коннектикут Сан», Сату Сабалли, Калани Браун и Севги Узун от «Даллас Уингз»[26].
- 7 февраля 2025 года команда «Чикаго Скай» обменяла Дейну Эванс в клуб «Лас-Вегас Эйсес» на 16-й и 22-й номера драфта 2025 года[27].
- 14 февраля 2025 года команда «Лос-Анджелес Спаркс» обменяла Лекси Браун и 26-й номер драфта 2025 года в клуб «Сиэтл Шторм» 21-й номера драфта 2025 года и право выбора во втором раунде драфта 2027 года[28].
- 23 февраля 2025 года команда «Вашингтон Мистикс» обменяла Ариэль Аткинс в клуб «Чикаго Скай» на 3-й номер драфта 2025 года, право выбора во втором раунде драфта 2027 года, а также право обменяться выборами в первом раунде драфта 2027 года[29].
- 16 марта 2025 года команда «Коннектикут Сан» обменяла Наташу Клауд в клуб «Нью-Йорк Либерти» на 7-й номер драфта 2025 года и право выбора в первом раунде драфта 2026 года[30].
- 13 апреля 2025 года команда «Миннесота Линкс» обменяла 11-й номер драфта 2025 года в клуб «Чикаго Скай» на право выбора в первом раунде драфта 2026 года[31].

## Основной драфт

### Первый раунд

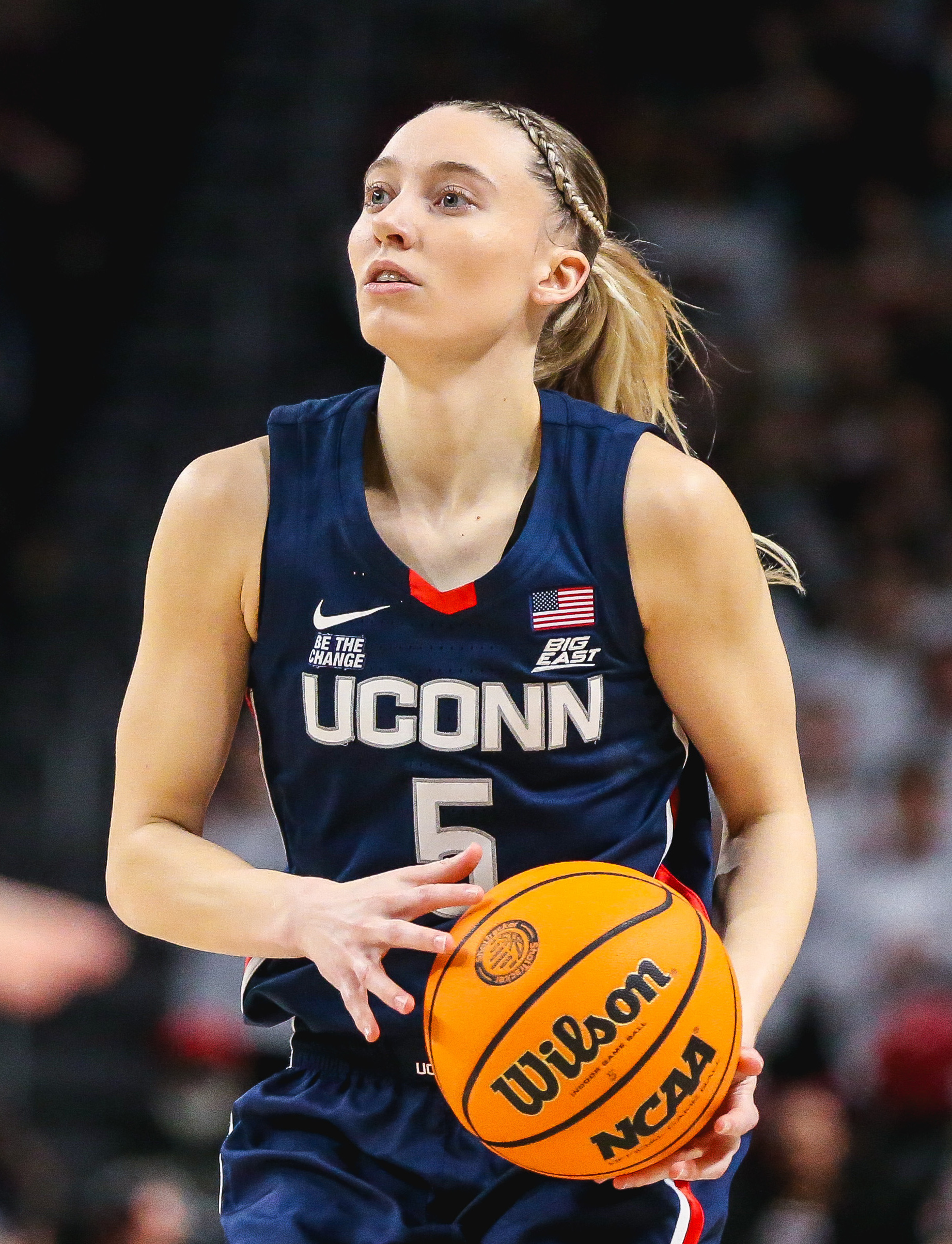
Пейдж Бекерс, 1-й номер драфта

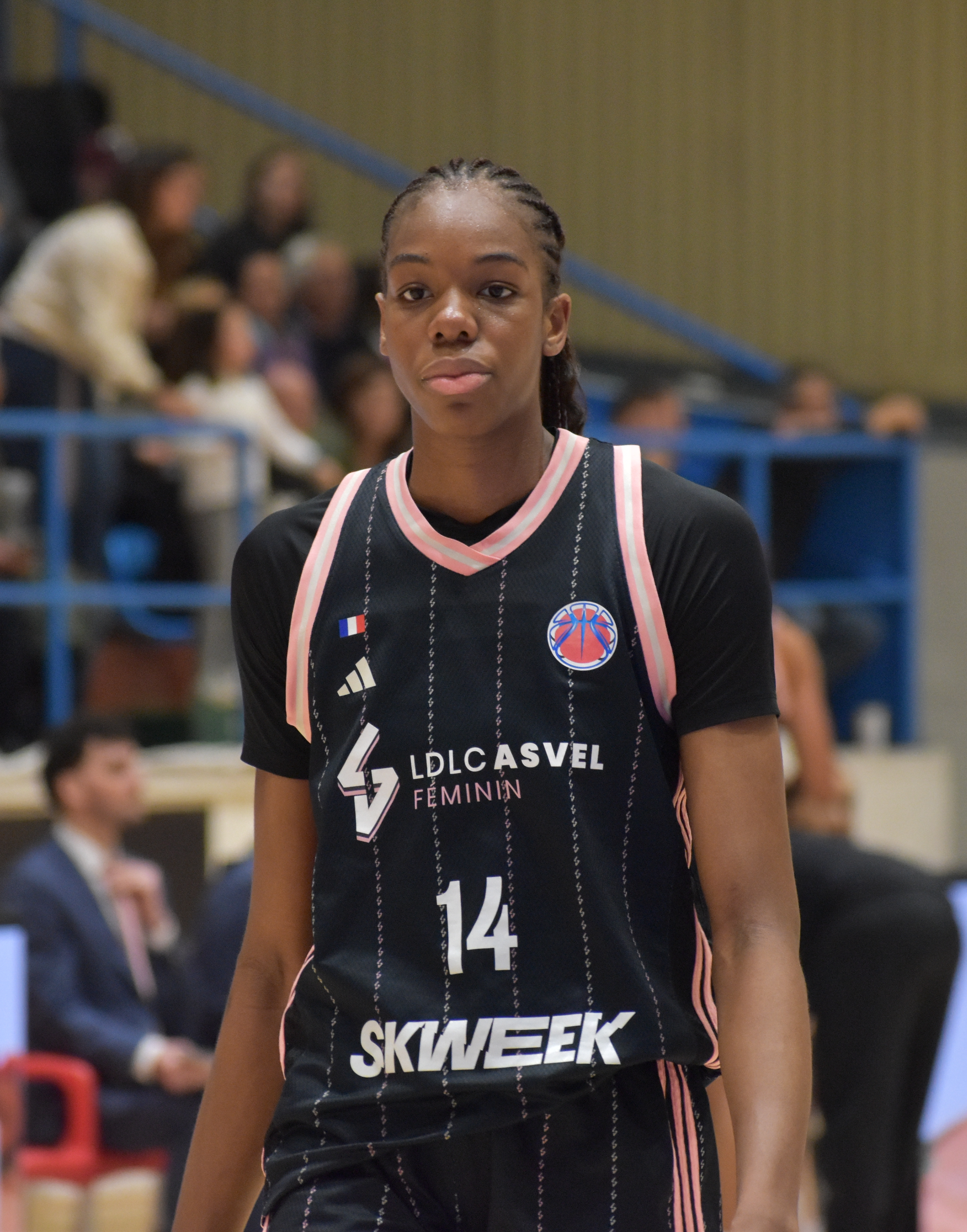
Доминик Малонга, 2-й номер драфта

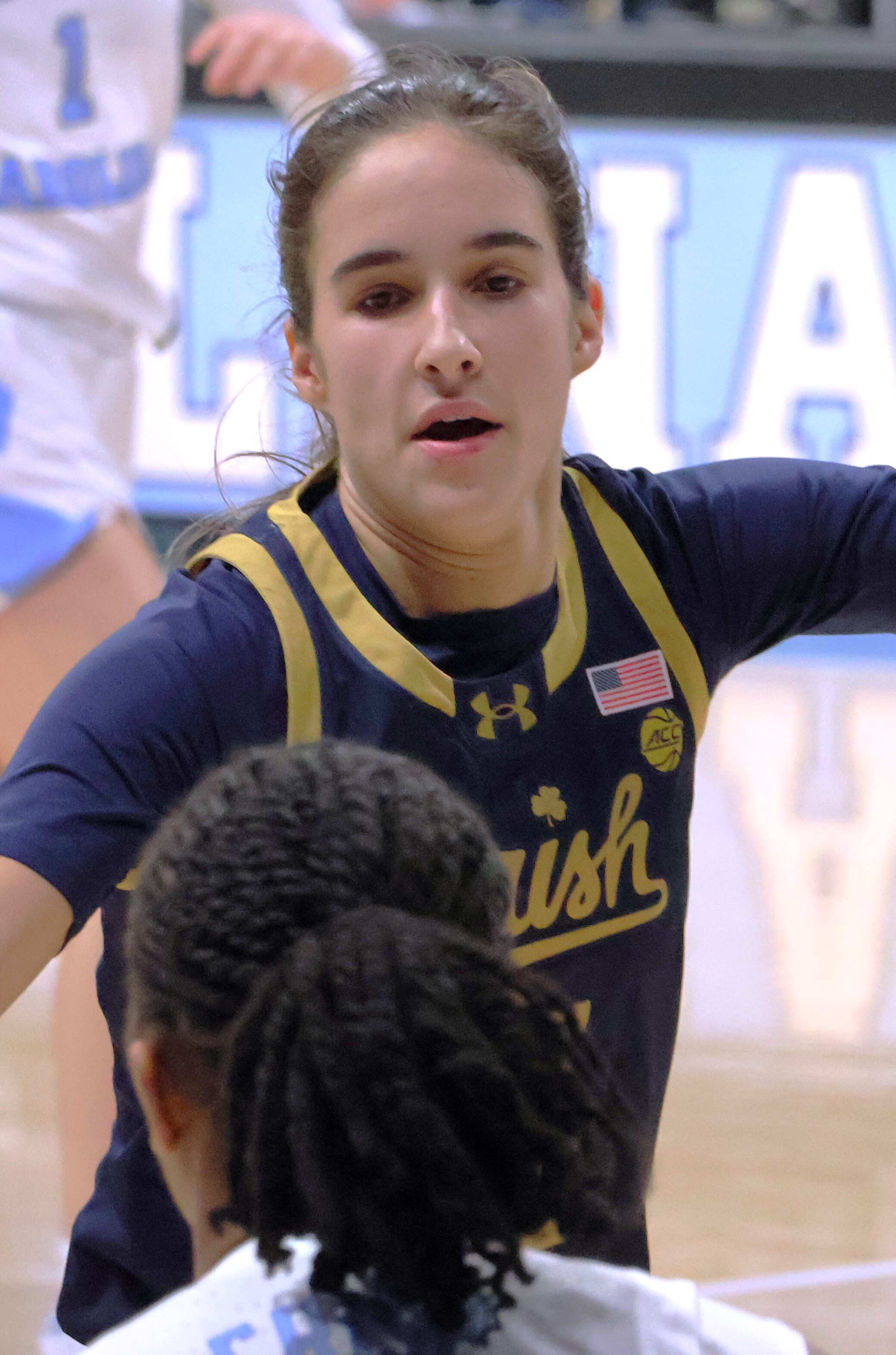
Соня Ситрон, 3-й номер драфта

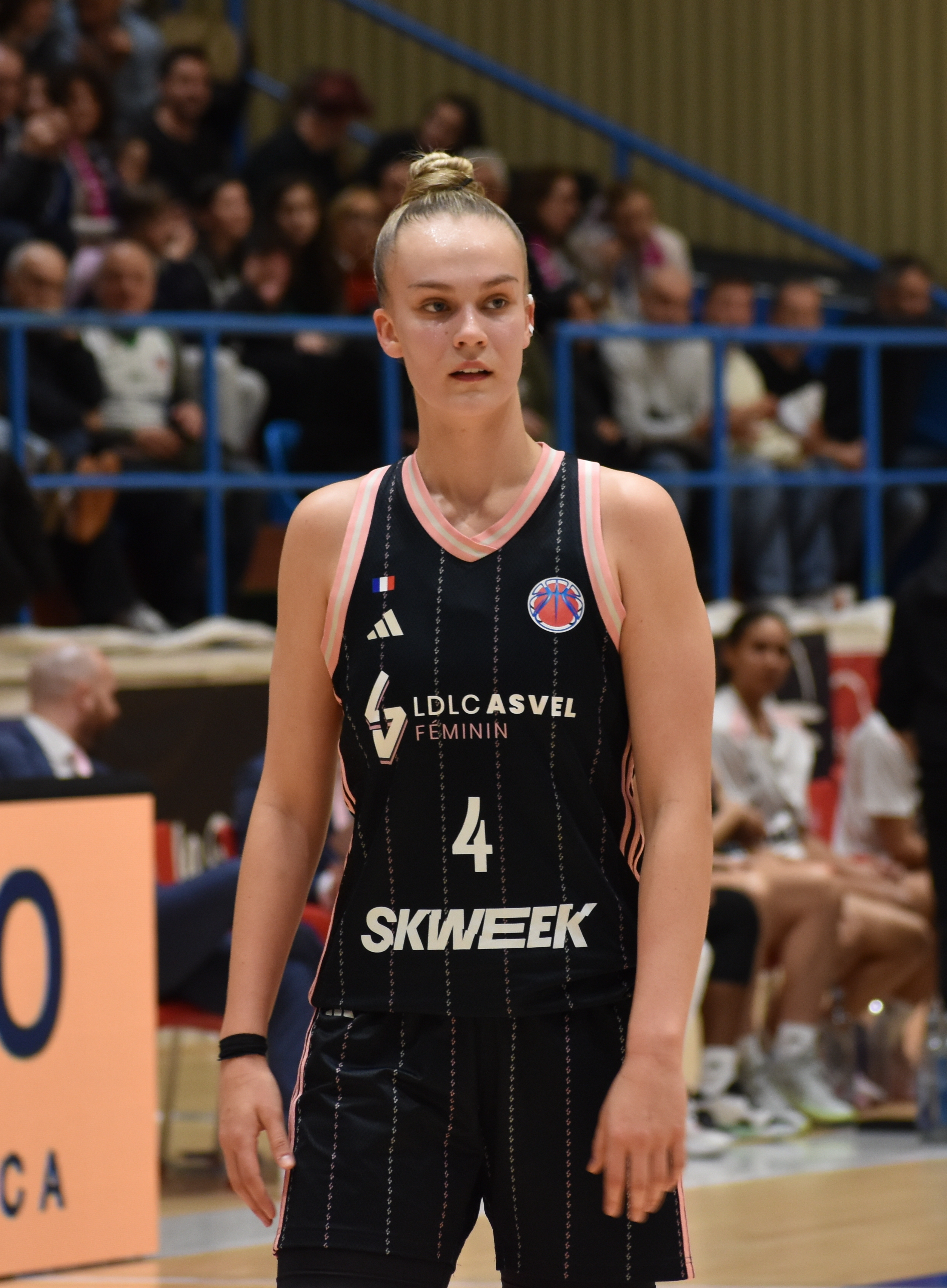
Юсте Йоците, 5-й номер драфта

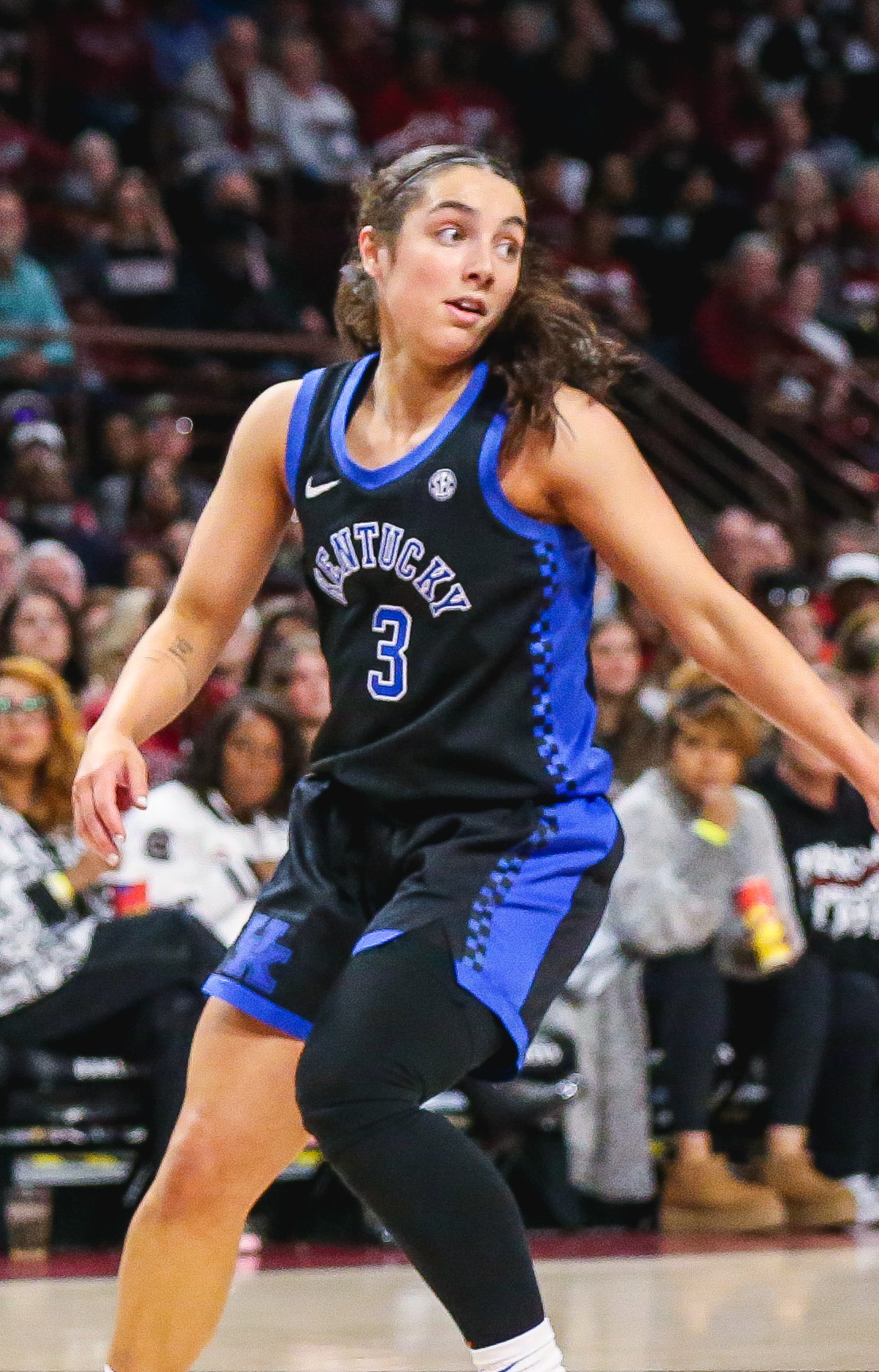
Джорджия Эймур, 6-й номер драфта

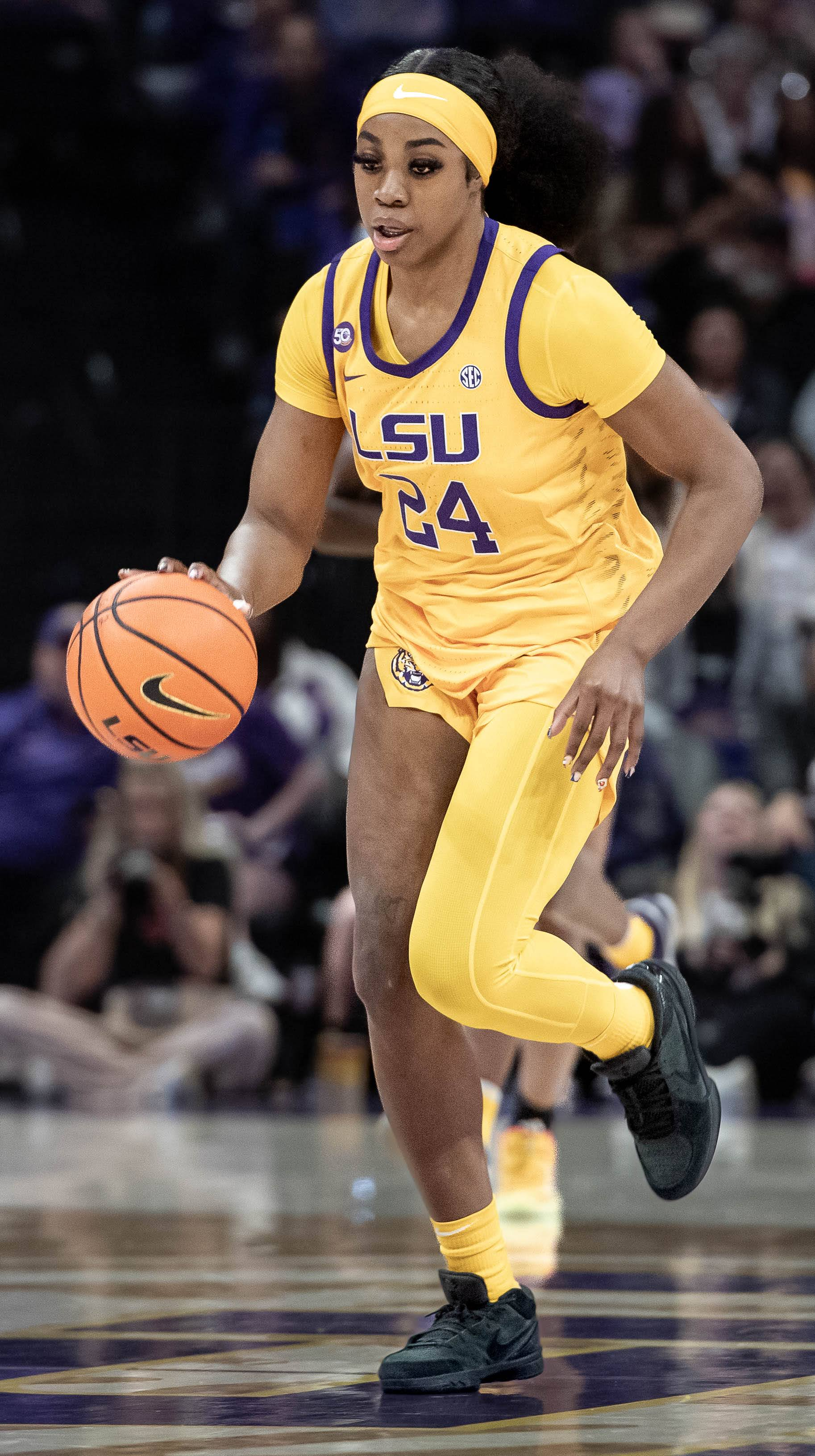
Аниса Морроу, 7-й номер драфта

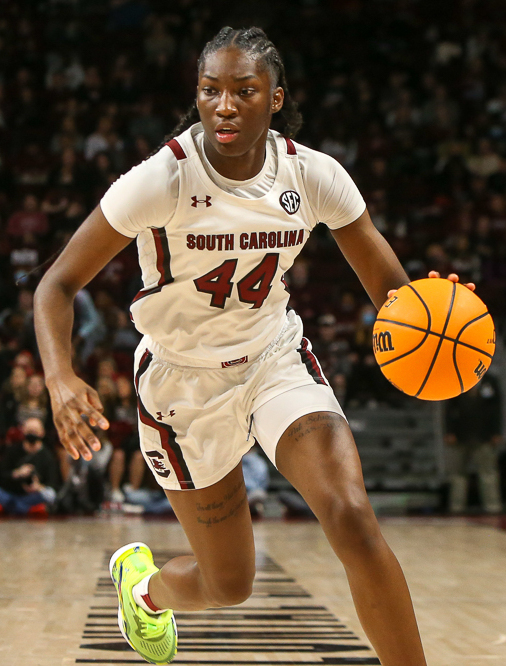
Санайя Риверс, 8-й номер драфта

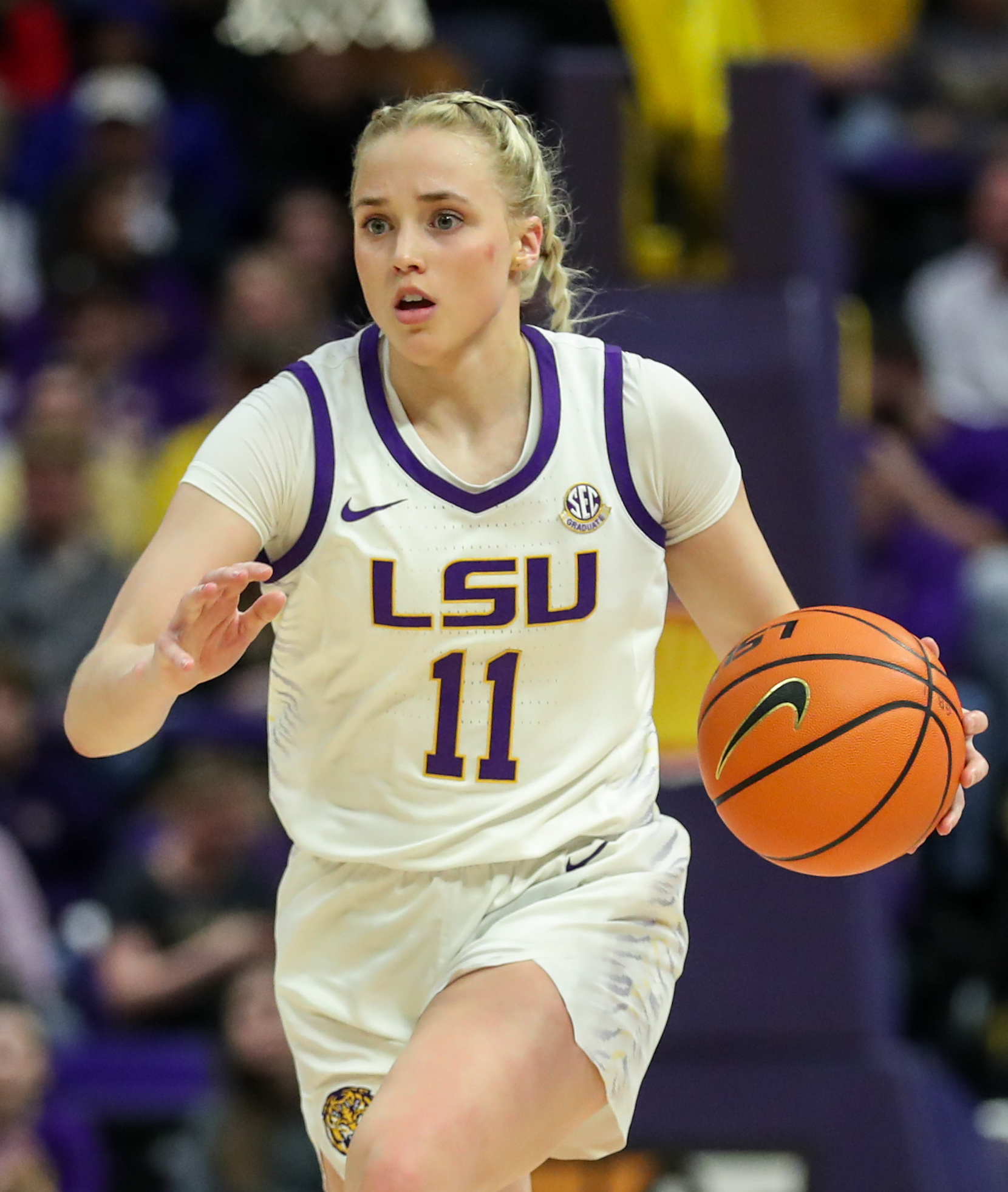
Хейли Ван Лит, 11-й номер драфта

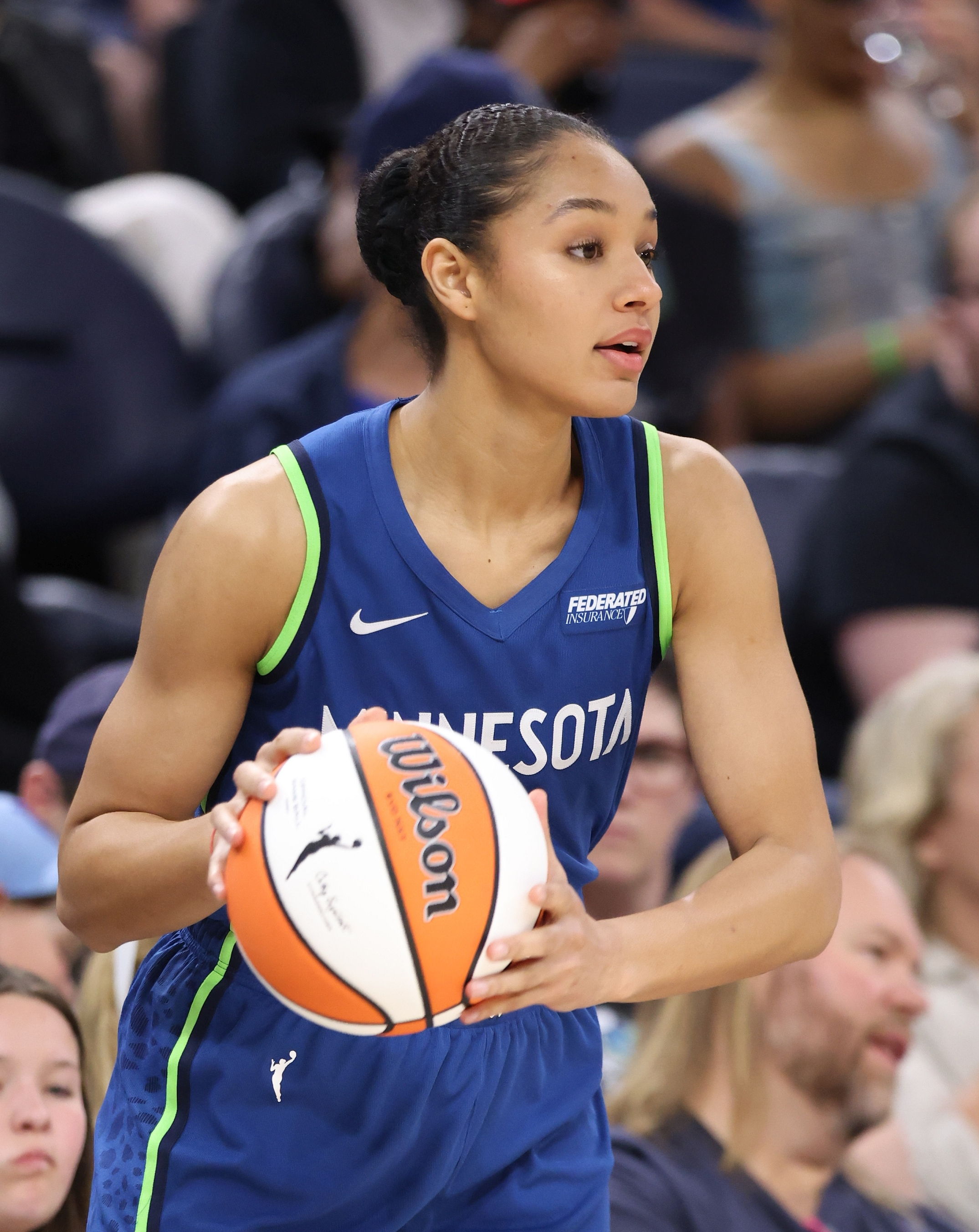
Анастасия Косу, 15-й номер драфта

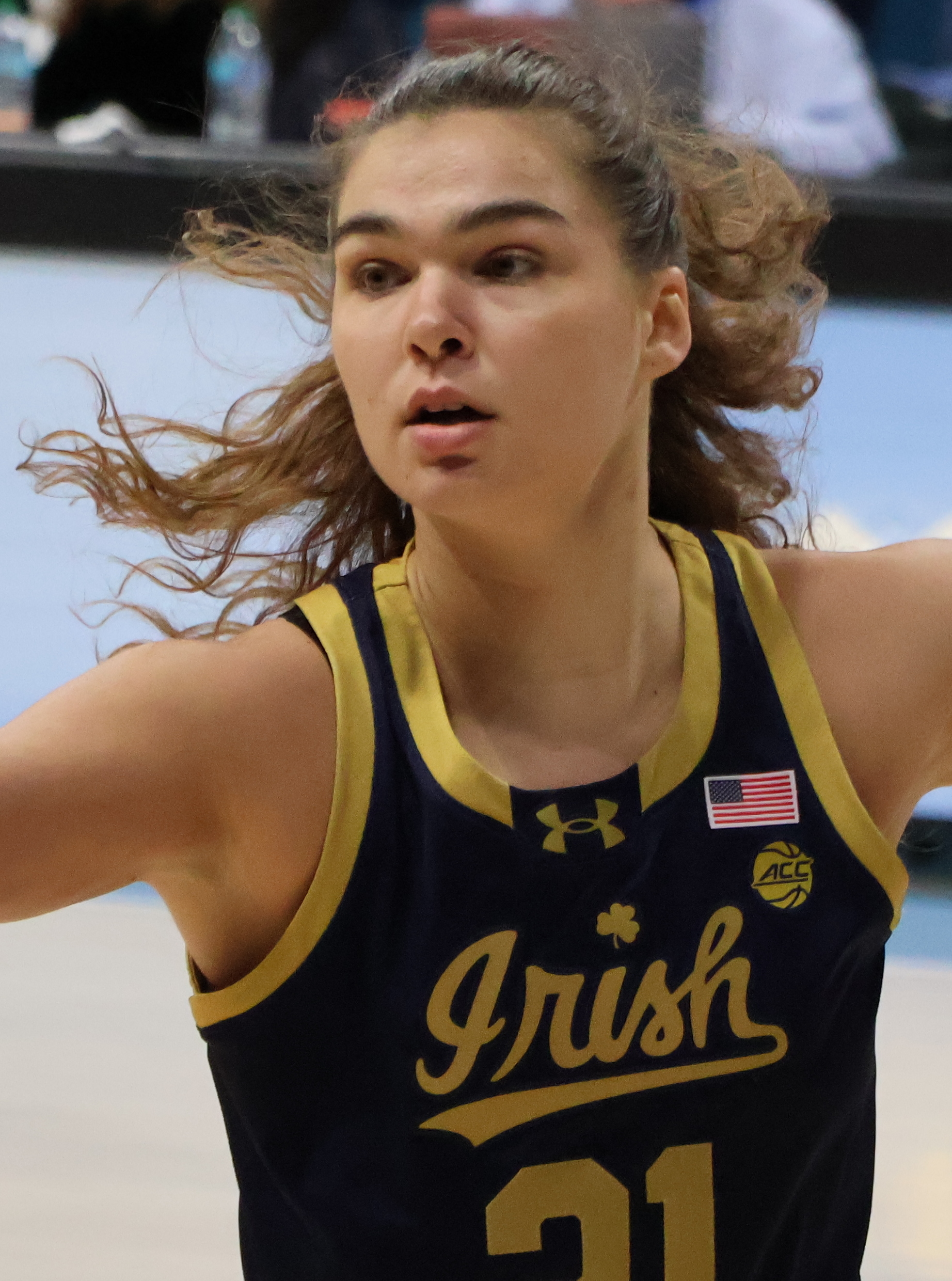
Мэдди Уэстбелд, 16-й номер драфта

| Выбор                                                                   | Игрок            | Позиция             | Гражданство | Команда драфта                                                          | Университет/ Бывшая команда         |
| ----------------------------------------------------------------------- | ---------------- | ------------------- | ----------- | ----------------------------------------------------------------------- | ----------------------------------- |
| 1                                                                       | Пейдж Бекерс     | Защитник            | США         | Даллас Уингз                                                            | Коннектикутский университет         |
| 2                                                                       | Доминик Малонга  | Форвард / Центровая | Франция     | Сиэтл Шторм (право выбора от Лос-Анджелес Спаркс)                       | Лион АСВЕЛ (Франция)                |
| 3                                                                       | Соня Ситрон      | Защитник / Форвард  | США         | Вашингтон Мистикс (право выбора от Чикаго Скай)                         | Университет Нотр-Дам                |
| 4                                                                       | Кики Ириафен     | Форвард             | США         | Вашингтон Мистикс                                                       | Университет Южной Калифорнии        |
| 5                                                                       | Юсте Йоците      | Защитник / Форвард  | Литва       | Голден Стэйт Валкириз                                                   | Лион АСВЕЛ (Франция)                |
| 6                                                                       | Джорджия Эймур   | Защитник            | Австралия   | Вашингтон Мистикс (право выбора от Атланта Дрим через Даллас Уингз)     | Университет Кентукки                |
| 7                                                                       | Аниса Морроу     | Форвард             | США         | Коннектикут Сан (право выбора от Финикс Меркури через Нью-Йорк Либерти) | Университет штата Луизиана          |
| 8                                                                       | Санайя Риверс    | Защитник            | США         | Коннектикут Сан (право выбора от Индиана Фивер)                         | Университет штата Северная Каролина |
| 9                                                                       | Сара Эшли Баркер | Защитник            | США         | Лос-Анджелес Спаркс (право выбора от Сиэтл Шторм)                       | Алабамский университет              |
| Выбор команды «Лас-Вегас Эйсес» аннулирован из-за нарушения правил лиги |                  |                     |             |                                                                         |                                     |
| 10                                                                      | Айша Сивка       | Форвард             | Словения    | Чикаго Скай (право выбора от Коннектикут Сан)                           | Тарб Жесп Бигор (Франция)           |
| 11                                                                      | Хейли Ван Лит    | Защитник            | США         | Чикаго Скай (право выбора от Миннесота Линкс)                           | Техасский христианский университет  |
| 12                                                                      | Азайя Джеймс     | Защитник            | США         | Даллас Уингз (право выбора от Нью-Йорк Либерти через Финикс Меркури)    | Университет штата Северная Каролина |

### Второй раунд
| Выбор | Игрок           | Позиция             | Гражданство | Команда драфта                                                        | Университет/ Бывшая команда              |
| ----- | --------------- | ------------------- | ----------- | --------------------------------------------------------------------- | ---------------------------------------- |
| 13    | Алия Най        | Защитник / Форвард  | США         | Лас-Вегас Эйсес (право выбора от Лос-Анджелес Спаркс)                 | Алабамский университет                   |
| 14    | Мэдисон Скотт   | Форвард             | США         | Даллас Уингз                                                          | Университет Миссисипи                    |
| 15    | Анастасия Косу  | Форвард             | Россия      | Миннесота Линкс (право выбора от Чикаго Скай через ещё три команды)   | УГМК Екатеринбург (Россия)               |
| 16    | Мэдди Уэстбелд  | Форвард             | США         | Чикаго Скай (право выбора от Вашингтон Мистикс через Лас-Вегас Эйсес) | Университет Нотр-Дам                     |
| 17    | Шайэнн Селлерс  | Защитник            | США         | Голден Стэйт Валкириз                                                 | Мэрилендский университет в Колледж-Парке |
| 18    | Те-Хина Паопао  | Защитник            | США         | Атланта Дрим                                                          | Университет Южной Каролины               |
| 19    | Макайла Тимпсон | Форвард / Центровая | США         | Индиана Фивер (право выбора от Финикс Меркури)                        | Университет штата Флорида                |
| 20    | Бри Холл        | Защитник            | США         | Индиана Фивер                                                         | Университет Южной Каролины               |
| 21    | Санайя Фейгин   | Форвард             | США         | Лос-Анджелес Спаркс (право выбора от Сиэтл Шторм)                     | Университет Южной Каролины               |
| 22    | Аиша Кулибали   | Защитник            | Мали        | Чикаго Скай (право выбора от Лас-Вегас Эйсес)                         | Техасский университет A&M                |
| 23    | Люси Олсен      | Защитник            | США         | Вашингтон Мистикс (право выбора от Коннектикут Сан)                   | Университет Айовы                        |
| 24    | Далейя Дэниелс  | Форвард             | США         | Миннесота Линкс                                                       | Вашингтонский университет                |
| 25    | Рейя Маршалл    | Центровая / Форвард | США         | Коннектикут Сан (право выбора от Нью-Йорк Либерти через Чикаго Скай)  | Университет Южной Калифорнии             |

### Третий раунд
| Выбор | Игрок              | Позиция             | Гражданство | Команда драфта                                     | Университет/ Бывшая команда        |
| ----- | ------------------ | ------------------- | ----------- | -------------------------------------------------- | ---------------------------------- |
| 26    | Серена Санделл     | Защитник            | США         | Сиэтл Шторм (право выбора от Лос-Анджелес Спаркс)  | Университет штата Канзас           |
| 27    | Джей Джей Квинерли | Защитник            | США         | Даллас Уингз                                       | Университет Западной Виргинии      |
| 28    | Лиату Кинг         | Защитник / Форвард  | США         | Лос-Анджелес Спаркс (право выбора от Чикаго Скай)  | Университет Нотр-Дам               |
| 29    | Мэдисон Коннер     | Защитник            | США         | Сиэтл Шторм (право выбора от Вашингтон Мистикс)    | Техасский христианский университет |
| 30    | Кейтлин Чен        | Защитник            | США         | Голден Стэйт Валкириз                              | Коннектикутский университет        |
| 31    | Аронетт Вонле      | Форвард / Центровая | США         | Даллас Уингз (право выбора от Атланта Дрим)        | Университет Бэйлора                |
| 32    | Зей Грин           | Защитник            | США         | Вашингтон Мистикс (право выбора от Финикс Меркури) | Алабамский университет             |
| 33    | Ивонн Иджим        | Форвард             | Канада      | Индиана Фивер                                      | Университет Гонзага                |
| 34    | Джордан Хоббс      | Защитник            | США         | Сиэтл Шторм                                        | Мичиганский университет            |
| 35    | Хармони Тернер     | Защитник            | США         | Лас-Вегас Эйсес                                    | Гарвардский университет            |
| 36    | Тейлор Тьерри      | Защитник / Форвард  | США         | Атланта Дрим (право выбора от Коннектикут Сан)     | Университет штата Огайо            |
| 37    | Обри Гриффин       | Форвард             | США         | Миннесота Линкс                                    | Коннектикутский университет        |
| 38    | Аджа Кан           | Форвард / Центровая | Франция     | Нью-Йорк Либерти                                   | Ландерно Бретань (Франция)         |